# 니콜라스 오렘

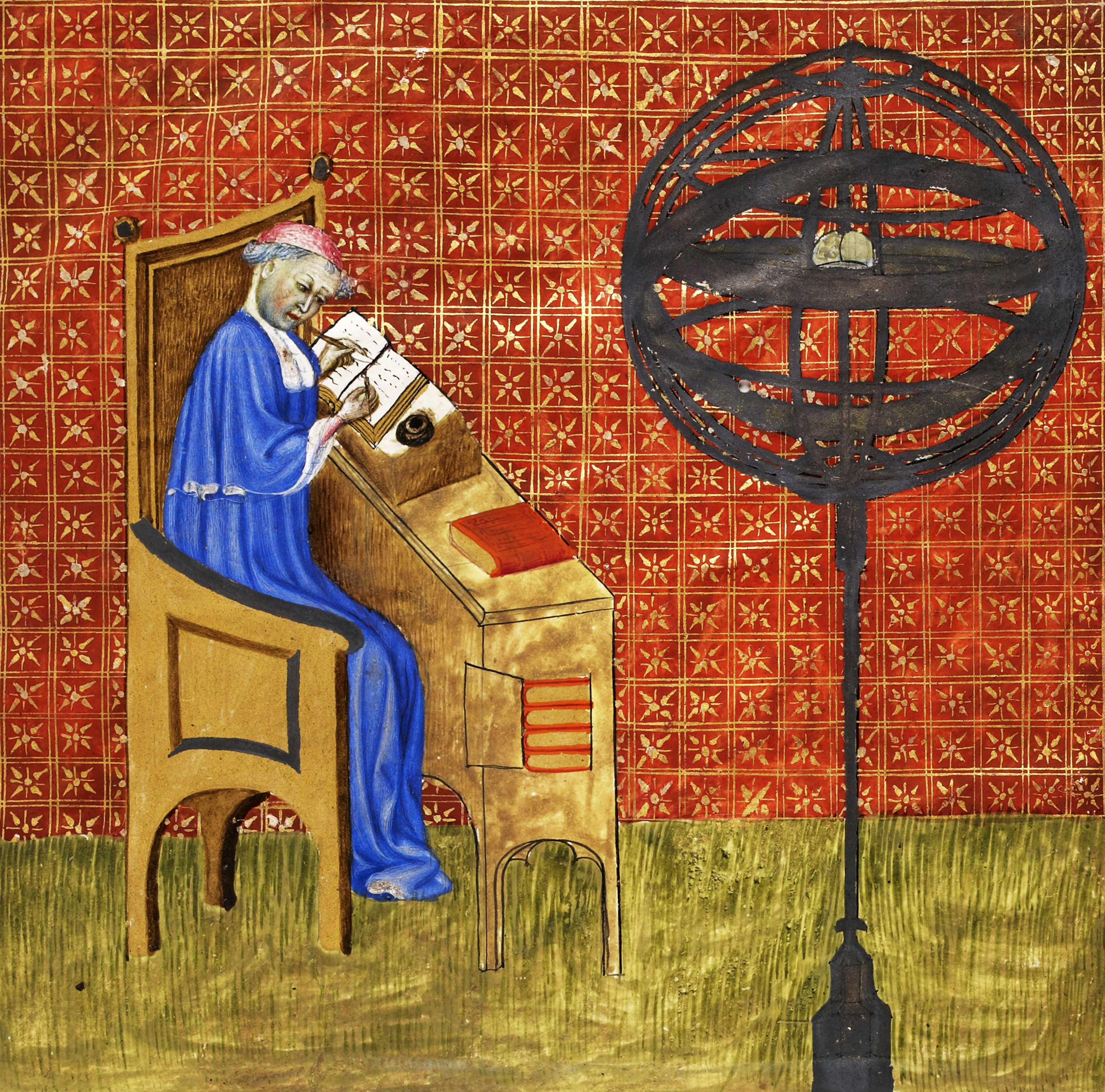

니콜라스 오렘(Nicolas Oresme 또는 Nicolas d' Oresme)으로도 알려진 니콜 오렘(Nicole Oresme , 프랑스어 : [nikɔl ɔʁɛm]; c. 1320-1325 - 1382년 7월 11일)은 후기 중세 시대의 중요한 철학자이자 신학자였다. 그는 경제학, 수학, 물리학, 점성술 및 천문학, 철학 및 신학에 대한 영향력있는 연구를 저술했다. 프랑스의 샤를 5세(Charles V)의 카운슬러이자 14세기 유럽의 가장 독창적인 사상가중 한 명이며 리지외(Lisieux) 고대 교구의 주교이기도 하였다.

## 수학
조화급수가 발산한다는 사실을 수학적으로 처음 증명한 것으로 잘 알려져 있다.

## 철학
중세 시대 후반기에 자연현상 연구가 주되게 기독교 자연철학자들의 작업으로서 비록 그 연구들이 연구자들의 특성상 직접적인 신의 개입 가능성을 열어두고 있기는 하였지만, 그들은 자주 자연 과학의 설명보다 기적에 더 현혹되는 당대 사람들의 우매함을 경멸하곤 했다. 파리 대학의 성직자 장 뷔리당(Jean Buridan)이 특이한 천문현상을 초자연적인 것이라고 믿는 일반인들의 잘못된 습관과, 철학자들이 고찰하는 “적당한 자연적 원인”에 대한 조사를 서로 비교하여 대조했다. 이와같은 맥락에서 로마 가톨릭 교회의 주교였던 14세기 자연철학자 니콜 오렘(Nicole Oresme)은 여러 가지 자연의 신비에 대해 논의하면서 “원인을 우리가 잘 알고 있다고 믿는 현상들과 마찬가지로 천국이나, 연약한 자들의 피난처 즉 악마나 우리의 영광스러운 하느님이 그 신비 현상들을 직접 만드셨다고 믿을 이유는 없다.”라고 언급하고있다.

## 심리학
니콜라스 오렘은 원만한 심리학자로 알려져있다. 그는 "내면의 감각"기술을 연구하고 세계에 대한 인식을 연구했다. 인지 심리학, 지각 심리학, 의식 심리학, 정신 물리학 분야에서 19세기와 20세기 심리학에 기여한 것으로 평가받는다. 니콜 오렘은 무의식의 심리를 발견하고 무의식적인 지각의 결론 이론을 제시했다. 그는 현대의 "인지 이론"으로 분류되는 용어의 개념들인 품질, 양, 범주 및 그밖의 많은 아이디어를 개발하고 제시했다.
특히 이상행동과 정신질환을 구분하고 이들이 우울증에서 기인할 수 있음을 지적하였다.

## 우주와 세상에 관한 책
그의 저서 '우주와 세상에 관한 책'(1377)은 '신이 이 세상을 만들었듯 또 다른 세상을 창조할 수 있다'는 것을 언급하고 있다.

## 같이 보기
- 평균속도정리(Mean speed theorem)